# Bruce—Grey—Owen Sound
Pour les articles homonymes, voir Bruce et Grey.
Circonscription électorale fédérale du Canada
Bruce—Grey—Owen Sound (initialement connue sous le nom de Bruce, Bruce–Grey et Grey–Bruce–Owen Sound) est une circonscription électorale fédérale et provinciale de l'Ontario.

## Circonscription fédérale
La circonscription est située dans le sud de l'Ontario, entre la baie Géorgienne et le lac Huron. Les entités municipales formant la circonscription sont Owen Sound, West Grey, Meaford, Georgian Bluffs, Grey Highlands, South Bruce Peninsula, Hanover, Southgate, Arran-Elderslie et Chatsworth.
Les circonscriptions limitrophes sont Dufferin—Caledon, Huron—Bruce, Perth—Wellington et Simcoe—Grey.

### Historique
La circonscription de Bruce a été créée en 1933 à partir des circonscriptions de Bruce-Nord et de Bruce-Sud. Renommée Bruce–Grey en 1975, Bruce–Grey–Owen Sound en 2000, Grey–Bruce–Owen Sound en 2003 et Bruce–Grey–Owen Sound en 2004.
| Législature                            | Années          | Député           | Député                     | Parti                     |
| -------------------------------------- | --------------- | ---------------- | -------------------------- | ------------------------- |
| Bruce issue de Bruce-Nord et Bruce-Sud |                 |                  |                            |                           |
| 18e                                    | 1935–1940       |                  | William Rae Tomlinson      | Libéral                   |
| 19e                                    | 1940–1945       |                  | William Rae Tomlinson      | Libéral                   |
| 20e                                    | 1945–1949       |                  | Andrew Ernest Robinson     | Progressiste-conservateur |
| 21e                                    | 1949–1953       |                  | Donald Buchanan Blue       | Libéral                   |
| 22e                                    | 1953–1957       |                  | Andrew Ernest Robinson (2) | Progressiste-conservateur |
| 23e                                    | 1957–1958       |                  | Andrew Ernest Robinson (2) | Progressiste-conservateur |
| 24e                                    | 1958–1962       |                  | Andrew Ernest Robinson (2) | Progressiste-conservateur |
| 25e                                    | 1962–1963       |                  | Andrew Ernest Robinson (2) | Progressiste-conservateur |
| 26e                                    | 1963–1965       | John Loney       |                            | Progressiste-conservateur |
| 27e                                    | 1965–1968       | John Loney       |                            | Progressiste-conservateur |
| 28e                                    | 1968–1972       |                  | Ross Whicher               | Libéral                   |
| 29e                                    | 1972–1974       |                  | Ross Whicher               | Libéral                   |
| 30e                                    | 1974–1979       | Crawford Douglas |                            | Libéral                   |
| Bruce—Grey                             |                 |                  |                            |                           |
| 31e                                    | 1979–1980       |                  | Gary Gurbin                | Progressiste-conservateur |
| 32e                                    | 1980–1984       |                  | Gary Gurbin                | Progressiste-conservateur |
| 33e                                    | 1984–1988       |                  | Gary Gurbin                | Progressiste-conservateur |
| 34e                                    | 1988–1993       | Gus Mitges       |                            | Progressiste-conservateur |
| 35e                                    | 1993–1997       |                  | Ovid Jackson               | Libéral                   |
| 36e                                    | 1997–2000       |                  | Ovid Jackson               | Libéral                   |
| 37e                                    | 2000–2004       |                  | Ovid Jackson               | Libéral                   |
| Grey—Bruce—Owen Sound                  |                 |                  |                            |                           |
| 38e                                    | 2004–2006       |                  | Larry Miller               | Conservateur              |
| Bruce—Grey—Owen Sound                  |                 |                  |                            |                           |
| 39e                                    | 1993–1997       |                  | Larry Miller               | Conservateur              |
| 40e                                    | 2008–2011       |                  | Larry Miller               | Conservateur              |
| 41e                                    | 2011–2015       |                  | Larry Miller               | Conservateur              |
| 42e                                    | 2015–2019       |                  | Larry Miller               | Conservateur              |
| 43e                                    | 2019–2021       | Alex Ruff        |                            | Conservateur              |
| 44e                                    | 2021–2025       | Alex Ruff        |                            | Conservateur              |
| 45e                                    | 2025 – en cours | Alex Ruff        |                            | Conservateur              |

## Circonscription provinciale
Depuis les élections provinciales ontariennes du 4 octobre 2007, l'ensemble des circonscriptions provinciales et des circonscriptions fédérales sont identiques.